# Реляційна модель даних
Реляційна модель даних — логічна модель даних. Вперше була запропонована британським ученим співробітником компанії IBM Едгаром Франком Коддом (E. F. Codd) в 1970 році в статті «A Relational Model of Data for Large Shared Data Banks». В даний час ця модель є фактичним стандартом, на який орієнтуються практично всі сучасні комерційні системи керування базами даних (СКБД).
У реляційній моделі досягається більш високий рівень абстракції даних, ніж в ієрархічній або мережевій. У згаданій статті Е. Ф. Кодда стверджується, що «реляційна модель надає засоби опису даних на основі тільки їх природної структури, тобто без потреби введення якоїсь додаткової структури для цілей машинного представлення». Іншими словами, подання даних не залежить від способу їх фізичної організації. Це забезпечується за рахунок використання математичного поняття відношення (сама назва «реляційна» походить від англійського relation — «відношення»).
До складу реляційної моделі даних зазвичай включають теорію нормалізації.
Крістофер Дейт визначив три складові частини реляційної моделі даних:
- структурна;
- маніпуляційна;
- цілісна.

Структурна частина моделі визначає, що єдиною структурою даних є нормалізоване n-арне відношення. Відношення зручно представляти у формі таблиць, де кожен рядок є кортеж, а кожен стовпець — атрибут, визначений на деякому домені. Даний неформальний підхід до поняття відношення дає більш звичну для розробників і користувачів форму представлення, де реляційна база даних подається як кінцевий набір таблиць.
Маніпуляційна частина моделі визначає два фундаментальних механізми маніпулювання даними — реляційну алгебру і реляційне числення. Основною функцією маніпуляційної частини реляційної моделі є забезпечення заходів реляційності будь-якої конкретної мови реляційних БД: мова називається реляційною, якщо вона має не меншу виразність і потужність, ніж реляційна алгебра або реляційне числення.
Цілісна частина моделі визначає вимоги цілісності сутностей і цілісності посилань. Перша вимога полягає в тому, що будь-який кортеж будь-якого відношення відмінний від будь-якого іншого кортежу цього відношення, тобто іншими словами, будь-яке відношення має володіти первинним ключем. Вимога цілісності щодо посилань, або вимога зовнішнього ключа полягає в тому, що для кожного значення зовнішнього ключа, що з'являється у відношенні, на яке веде посилання, повинен знайтися кортеж з таким же значенням первинного ключа, або значення зовнішнього ключа повинно бути невизначеним (тобто ні на що не вказувати).
Можна провести аналогію між елементами реляційної моделі даних і елементами моделі «сутність-зв'язок». Реляційні відносини відповідають наборам сутностей, а кортежі — сутностям. Тому, як і в моделі «сутність-зв'язок», стовпці в таблиці, що представляє реляційне відношення, називають атрибутами.
Кожен атрибут визначений на домені, тому домен можна розглядати як множина допустимих значень даного атрибуту. Кілька атрибутів одних відношень і навіть атрибути різних відношень можуть бути визначені на одному і тому ж домені.
Іменована множина пар «ім'я атрибута — ім'я домену» називається схемою відношення. Потужність цієї множини — називають ступенем чи «арністю» відносини. Набір іменованих схем відносин називають схемою бази даних.
Атрибут, значення якого однозначно ідентифікує кортежі, називається ключовим (або просто ключем). Якщо кортежі ідентифікуються тільки зчепленням значень декількох атрибутів, то говорять, що відношення має складений ключ. Відношення може містити кілька ключів. Завжди один із ключів оголошується первинним, його значення не можуть оновлюватися. Всі інші ключі відношення називають можливими ключами.
На відміну від ієрархічної і мережевої моделей даних в реляційної відсутнє поняття групових відношень. Для відображення асоціацій між кортежами різних відносин використовується дублювання їх ключів.
Переваги реляційної моделі:
- простота і доступність для розуміння користувачем. Єдиною використовуваною інформаційною конструкцією є «таблиця»;
- суворі правила проектування, які базуються на математичному апараті;
- повна незалежність даних. Зміни в прикладній програмі при зміні реляційної БД мінімальні;
- для організації запитів і написання прикладного ПЗ немає необхідності знати конкретну організацію БД у зовнішній пам'яті.

Недоліки реляційної моделі:
- далеко не завжди предметна область може бути представлена у вигляді «таблиць»;
- в результаті логічного проектування з'являється множина «таблиць». Це призводить до труднощів розуміння структури даних;
- БД займає відносно багато зовнішньої пам'яті;
- відносно низька швидкість доступу до даних.